# Натальинка (Владимирская область)
Натальинка — деревня в Судогодском районе Владимирской области России, входит в состав Лавровского сельского поселения.

## География
Деревня расположена в 14 км на северо-запад от центра поселения деревни Лаврово и в 18 км на северо-запад от райцентра города Судогда.

## История
В первой четверти XX века деревня входила в состав Даниловской волости Судогодского уезда, с 1926 года — в составе Судогодской волости Владимирского уезда. В 1905 году в деревне числилось 27 дворов, в 1926 году — 41 хозяйств.
С 1929 года деревня входила в состав Аксеновского сельсовета Судогодского района, с 1940 года — в составе Торжковского сельсовета, с 1954 года — в составе Чамеревского сельсовета, с 2005 года — в составе Лавровского сельского поселения.

## Население
| 1905 | 1926 |
| ---- | ---- |
| 162  | 192  |

| 1905 | 1926 | 2002 | 2010 | 2021 |
| ---- | ---- | ---- | ---- | ---- |
| 162  | ↗192 | ↘21  | ↘12  | ↘10  |